# Průhonice
Obec Průhonice se nachází v okrese Praha-západ ve Středočeském kraji, asi 15 km jihovýchodně od centra Prahy v těsném sousedství hranice Prahy. Žije zde přibližně 2 800 obyvatel. V obci se nachází základní škola, hřiště pro děti a mládež, fotbalové a skateboardové hřiště, kostel, zdravotní středisko, lékárna, pošta, pobočky bank, řada restaurací a kongresové a ubytovací zařízení jako např. Park Hotel Průhonice, Hotel Floret, Hotel Tulipán, Restaurace Tarouca v Parkhotelu Průhonice, Colosseum aj. Dopravní dostupnost je zajišťována především blízkou dálnicí D1, která snižuje dopravní zatížení obce. Obec sousedí s komerční zónou Průhonice–Čestlice. V obci a jejím okolí se také nachází několik turisticky atraktivních objektů, mezi něž patří například dendrologická zahrada nebo památka UNESCO – zámecký park Průhonice.

## Historie

### Období do roku 1885
V obci byla roku 1996 během stavařských prací v lokalitě Komárov objeven sídlištní prvek kultury s lineární keramikou, který je archeology označován jako nejstarší zemědělská kultura ve střední Evropě a datuje se údajně okolo 5. tisíciletí před naším letopočtem.
První písemné zmínky o obci se vyskytují roku 1187 v souvislosti s vysvěcením románského kostela Narození Panny Marie, historicky nejvýznamnější stavbou v obci. Pravděpodobně začátkem 13. století byla u západní strany kostela vystavěná tvrz, poprvé listinně doložena v roce 1289, která byla v 16. století přestavěna na zámek. A roku 1270, kdy byli jako purkrabí Pražského hradu jmenováni Zdislav a Oldřich z Průhonic. Z této doby také existují nejstarší písemné záznamy o vlastnících obce Průhonice, a to o Zdislavu z Průhonic, Bohuslavu z Průhonic a Zdislavovi z Počernic a Průhonic.
Dalšími majiteli byli páni z Říčan, kteří dali vystavět na ostrohu nad potokem nový opevněný hrad a rozšířili původní románskou kapli. Za jejich panování nad tímto územím, které trvalo až do 90. let 14. století, došlo v obci k největšímu rozkvětu. Z této doby pocházejí gotické nástěnné fresky v místní kapli.
Jedním z dalších majitelů Průhonic byl rod rytířů Zápských ze Záp, který v 16. století své místní sídlo přebudoval na zámek italského stylu stojící do dnes. Skládá se ze čtyř obvodových křídel postavených obvodovým gotickým zdivem obklopujících uzavřené nádvoří.
Za vlády nového majitele Andrease Hannewalda z Eckendorfu v 17. století fungoval v obci taktéž pivovar, zahrady, štěpnice a ves s krčmou a kovárnou. Během třicetileté války však byly Průhonice zcela zdevastovány, načež začal s jejich obnovou císařský rada rytíř Antonius Binago spolu se svým synem, s nímž držel panství v letech 1636–1656. V průběhu této rekonstrukce se zámku dostalo nové podoby, kdy bylo kamenné zdivo překryto omítkou, zjednodušena okna a pozměněn tvar kostelní věže.
V průběhu 18. století patřila obec rodu hrabat z Desfours, kteří ji po válce v letech 1742–1744 začali opět obnovovat. Ke konci 18. století však začaly Průhonice jako panské sídlo upadat a zámecký areál sloužil především k hospodářským účelům.
Po roce 1800 začal nový majitel Jan Nepomuk, hrabě Nostic-Rieneck s rozsáhlou přestavbou průhonického zámku do klasicistního stylu, načež začal fungovat opět jako rodinné sídlo. Vyjma gotického paláce byly v tomto období všechny budovy zvýšeny o patro. Zcela zrušen byl pivovar, který nadále sloužil jako ubytovací zařízení pod místním názvem "Malý zámek". V držení tohoto rodu zůstávají Průhonice v průběhu celého 19. století. V roce 1841 došlo k významnému mapování obce, kdy byl také vytvořen tzv. stabilní katastr. Hospodářská mapa panství byla vytvořena kolem roku 1844. Ze soupisu majetku z roku 1848 vyplývá, že Průhonice měly v tomto období 61 domů se 479 obyvateli a část obce Hole 23 domů se 135 obyvateli.
Roku 1872 byla v Průhonicích zřízena obecná jednotřídní škola, která byla roku 1878 rozšířena na dvoutřídní a posléze v roce 1887 dokonce na trojtřídní.

### Období od založení Průhonického parku
Jediná dcera hraběte Alberta Nostic-Rienecka byla Marie Antonie Gabriela, která svým sňatkem s Arnoštem Emanuelem hrabětem Silva-Taroucou roku 1855 započala novou část dějin Průhonic. Za jeho vlády byl zámek mezi lety 1889-1894 přestavěn podle architektonického návrhu Jiřího Stibrala do stylu české novorenesance. Byla také postavena kašna na malém nádvoří, která je imitací pražské kašny na Malé Straně.
V těchto letech započalo budování místního parku, který měl být obrazem zušlechtěné české krajiny. Za tímto účelem skupoval přilehlé pozemky a dosáhl tak celkové rozlohy 240 hektarů. Meandrovitý tok Botiče byl zregulován systémem jezů, takže se předcházelo škodám způsobeným vysokými stavy vody. Na území parku bylo zřízeno celkem 40 kilometrů cest.
Hrabě Silva-Tarouca zemřel 18. srpna 1936, načež mu byla 27. června 1937 odhalena na skále pod Alpinem pamětní deska. Dnes je park součástí prestižního seznamu památek světového kulturního dědictví UNESCO (coby podsoučást lokality Historické centrum Prahy).
Ve vsi Průhonice (přísl. Hole, Rozkoš, 966 obyvatel, poštovní úřad, telegrafní úřad, telefonní úřad, četnická stanice) byly v roce 1932 evidovány tyto živnosti a obchody: lékař, nákladní autodoprava, biograf Sokol, 3 cihelny, obchod s dobytkem, 2 holiči, 6 hostinců, 2 koláři, 3 kováři, 5 krejčí, 2 obchody s mlékem, obuvník, pekař, pískovna, pokrývač, restaurace, 3 řezníci, sedlář, 5 obchodů se smíšeným zbožím, spořitelní a záloženský spolek v Průhonicích, stavební hmoty, studnař, 2 trafiky, truhlář, obchod s uhlím, státní velkostatek, Dendrologická společnost v Praze - spolková zahrada, 2 zahradnictví, zámečník, zednický mistr, zubní ateliér.
Průhonice dneška jsou dynamickou obcí, plnou života. Jsou bydlištěm bývalého předsedy české vlády Andreje Babiše, sídlem řady významných firem a podnikatelů domácích i zahraničních. V sousedství Průhonického parku vzniká rezidenční čtvrť luxusních rodinných domů (tzv. Nové Průhonice), byl zcela zrekonstruován hotel na náměstí, byly opraveny místní komunikace i posílen vodovod. Vedle dálnice – na opačné straně již vzniklé obchodní zóny – se buduje nová obchodní zóna, jejíž dopravní napojení však budí kontroverze. Areál zámku díky využití tzv. norských fondů prochází rozsáhlou obnovou zámeckého alpina a areálu zámeckého parku vůbec. V roce 2019 skončila rekonstrukce náměstí, přibyla nová fontána a změnila se dlažba.

## Části obce
Obec Průhonice se skládá ze dvou částí na dvou katastrálních územích:
- Průhonice (i název k. ú.)
- Rozkoš (leží v k. ú. Průhonice a Hole u Průhonic)

| Název     | Počet ulic | Počet objektů | Základní sídelní jednotky             |
| --------- | ---------- | ------------- | ------------------------------------- |
| Průhonice | 72         | 935           | Průhonice I, Průhonice II, Za dálnicí |
| Rozkoš    | 4          | 25            | Rozkoš                                |

## Územněsprávní členění
Obec Průhonice spadá do Středočeského kraje, okresu Praha-západ. Obcí s rozšířenou působností jsou 20 kilometrů vzdálené Černošice. Pověřenou obcí je 5 kilometrů vzdálená Jesenice. Příslušným finančním úřadem je Finanční úřad Praha-západ. Agenda stavebního úřadu a matriky je vykonávána místním obecním úřadem.

### Historie
Dějiny územněsprávního začleňování zahrnují období od roku 1850 do současnosti. V chronologickém přehledu je uvedena územně administrativní příslušnost obce v roce, kdy ke změně došlo:
- 1850 země česká, kraj Praha, politický okres Jílové, soudní okres Říčany[7]
- 1855 země česká, kraj Praha, soudní okres Říčany[7]
- 1868 země česká, politický okres Český Brod, soudní okres Říčany[7]
- 1898 země česká, politický okres Žižkov, soudní okres Říčany[8]
- 1921 země česká, politický okres Žižkov sídlo Říčany, soudní okres Říčany[9]
- 1925 země česká, politický i soudní okres Říčany[10]
- 1939 země česká, Oberlandrat Praha, politický i soudní okres Říčany[11]
- 1942 země česká, Oberlandrat Praha, politický okres Praha-venkov-jih, soudní okres Říčany[12]
- 1945 země česká, správní i soudní okres Říčany[13]
- 1949 Pražský kraj, okres Praha-východ[14]
- 1960 Středočeský kraj, okres Praha-západ[15]

## Turisticky zajímavé objekty

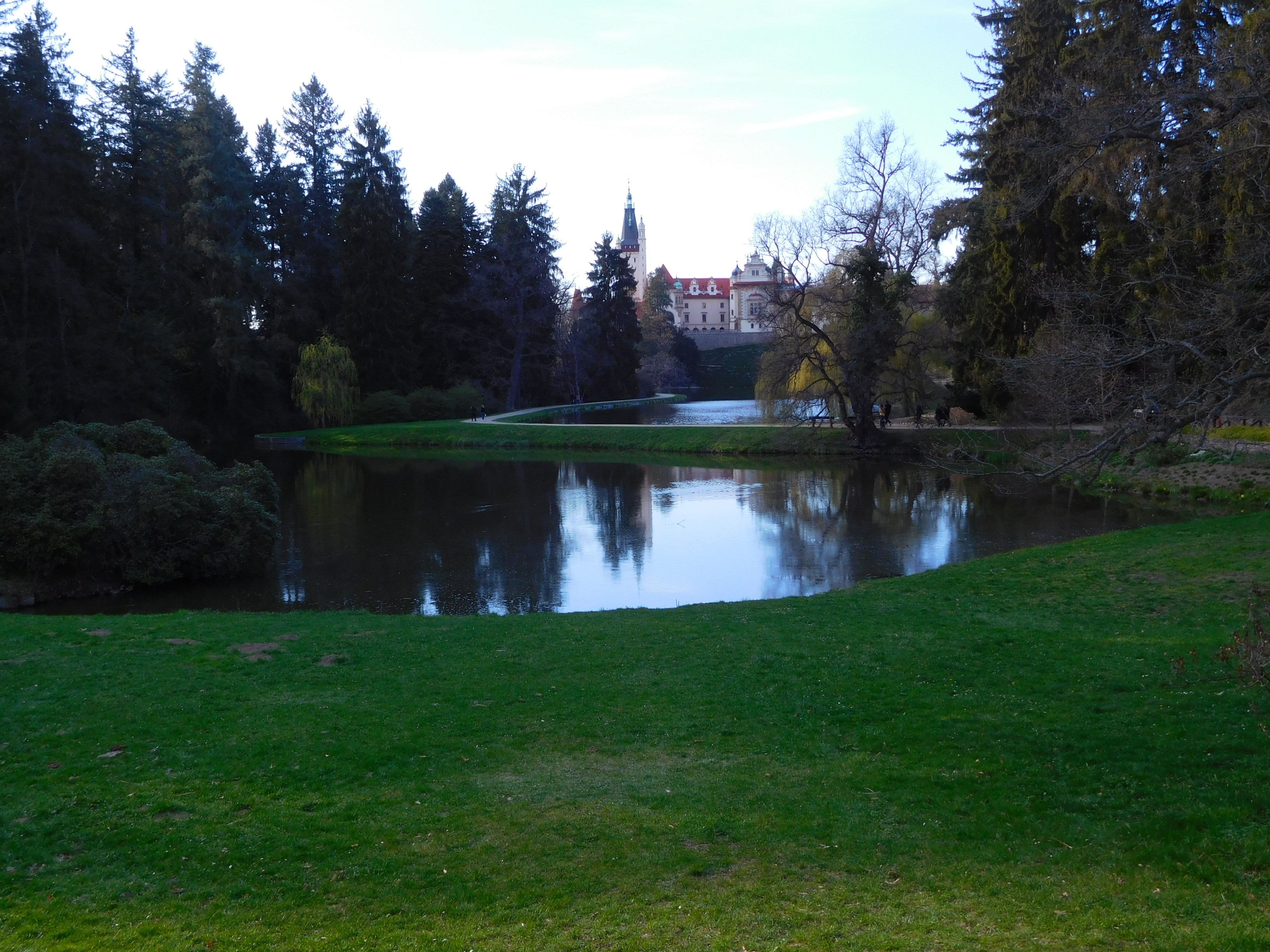
Průhonický zámecký park

### Průhonický park
Park byl založen roku 1885 hrabětem Silva-Taroucou spolu s rekonstrukcí zámku ve stylu české novorenesance. Celková rozloha parku je 250 hektarů, které jsou dostupné pomocí 23 kilometrů cest pro pěší. Je alokován v členitém území potoka Botič v místech přítoku potoků Dobřejovického a Zdiměřického. Mimo významu umělecko-historického je park také cenným dendrologickým místem, neboť obsahuje okolo 1600 druhů cizokrajných dřevin. Výjimečnou je pak sbírka rododendronů, kterých je v parku přes 8000 kusů ve formě více než 100 různých druhů. Park spravuje Botanický ústav AV ČR.

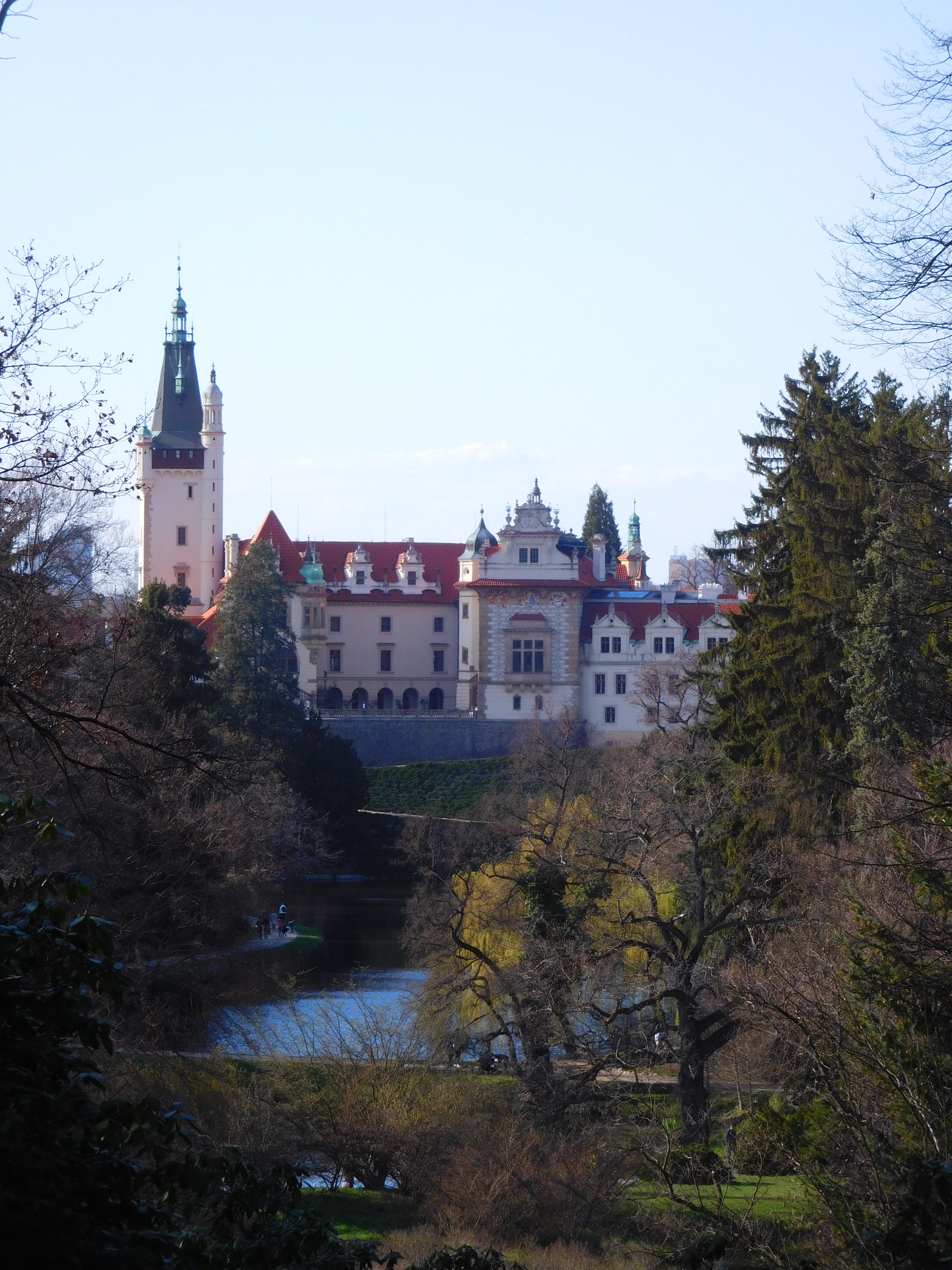
Průhonický zámek

### Průhonický zámek
Dnešní podoba zámku je výsledkem několika přestaveb původně středověkého gotického hrádku, který byl vystavěn v sousedství románského panského sídla a dochoval se z něj dodnes jen románský kostelík Narození Panny Marie, který je však nejstarší dochovanou památkou obce. Základ zámku tvoří renesanční úpravy sídla z doby majitelů Zápských ze Záp z druhé poloviny 16. století. K poslední rekonstrukci dochází v letech 1889–1894 za vlastnictví hrabětem Silva-Taroucou, který roku 1927 z finančních důvodů prodal zámek státu československému. Dnes zde sídlí Botanický ústav Akademie věd ČR.

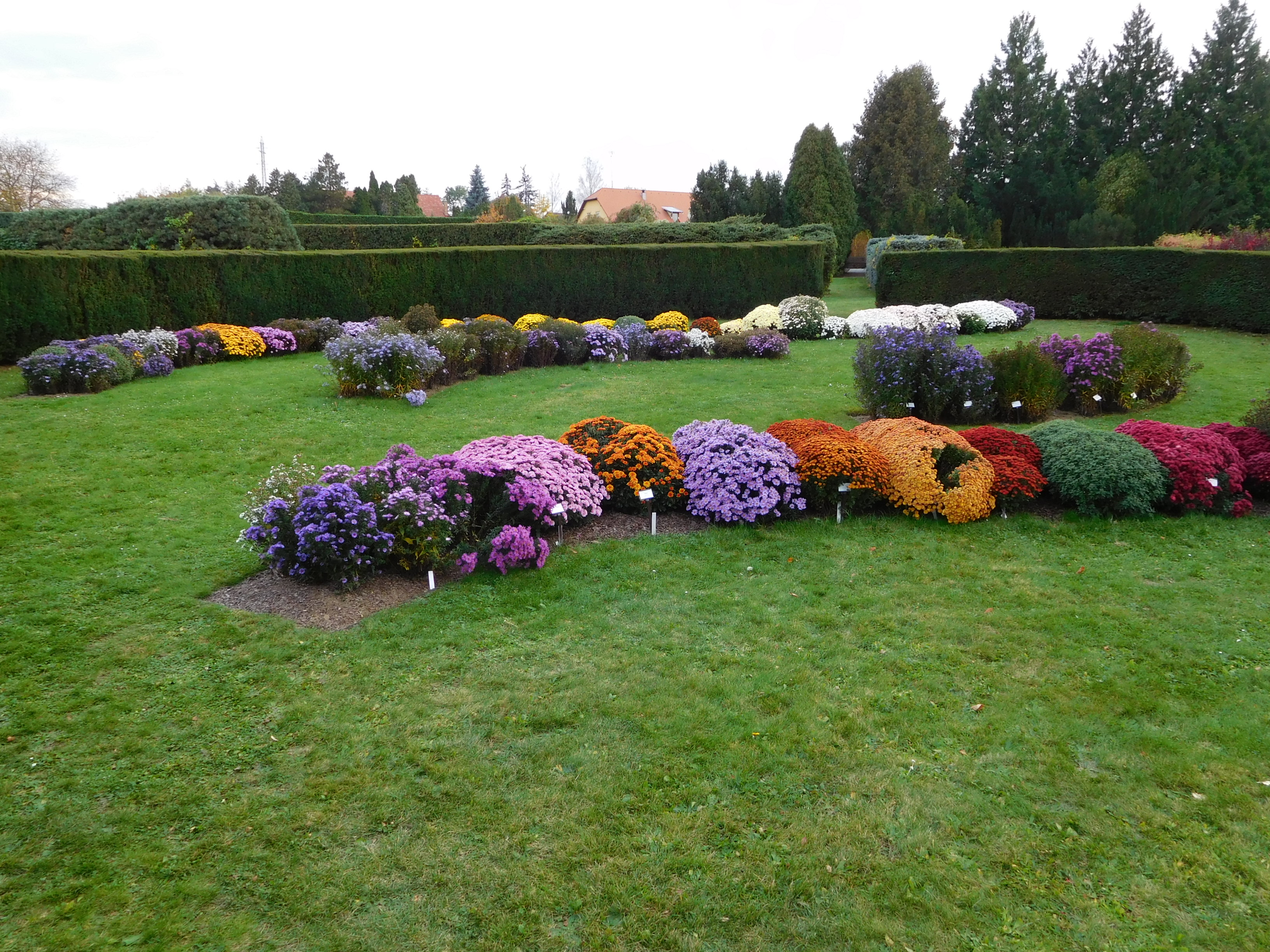
Dendrologická zahrada

### Dendrologická zahrada
Pod správou Výzkumného ústavu Silva Taroucy pro krajinu a okrasné zahradnictví je na ploše 73 hektarů soustředěno více než 5000 taxonů dřevin a trvalek, díky čemuž se řadí mezi největší sbírky okrasných rostlin na území České republiky. Zahrada je členěna použitím jednotlivých skupin do sadovnických úprav a je veřejně přístupná.

### Průhonická botanická zahrada a genofondové sbírky na Chotobuzi
Botanická zahrada byla založena v roce 1963. V současnosti spravuje na ploše přibližně 15 ha rozsáhlé sbírky kosatců, růží, pivoněk a denivek. Počet odrůd pěstovaných v zahradě je kolem 10 000. Jmenované sbírky patří k nejrozsáhlejším ve střední Evropě. Dále sparavuje luční sady s krajovými odrůdami jabloní a hrušní a arboretum. Veřejnosti je přístupná v sezóně, je součástí prohlídkového okruhu Průhonického parku.

### Další významné objekty

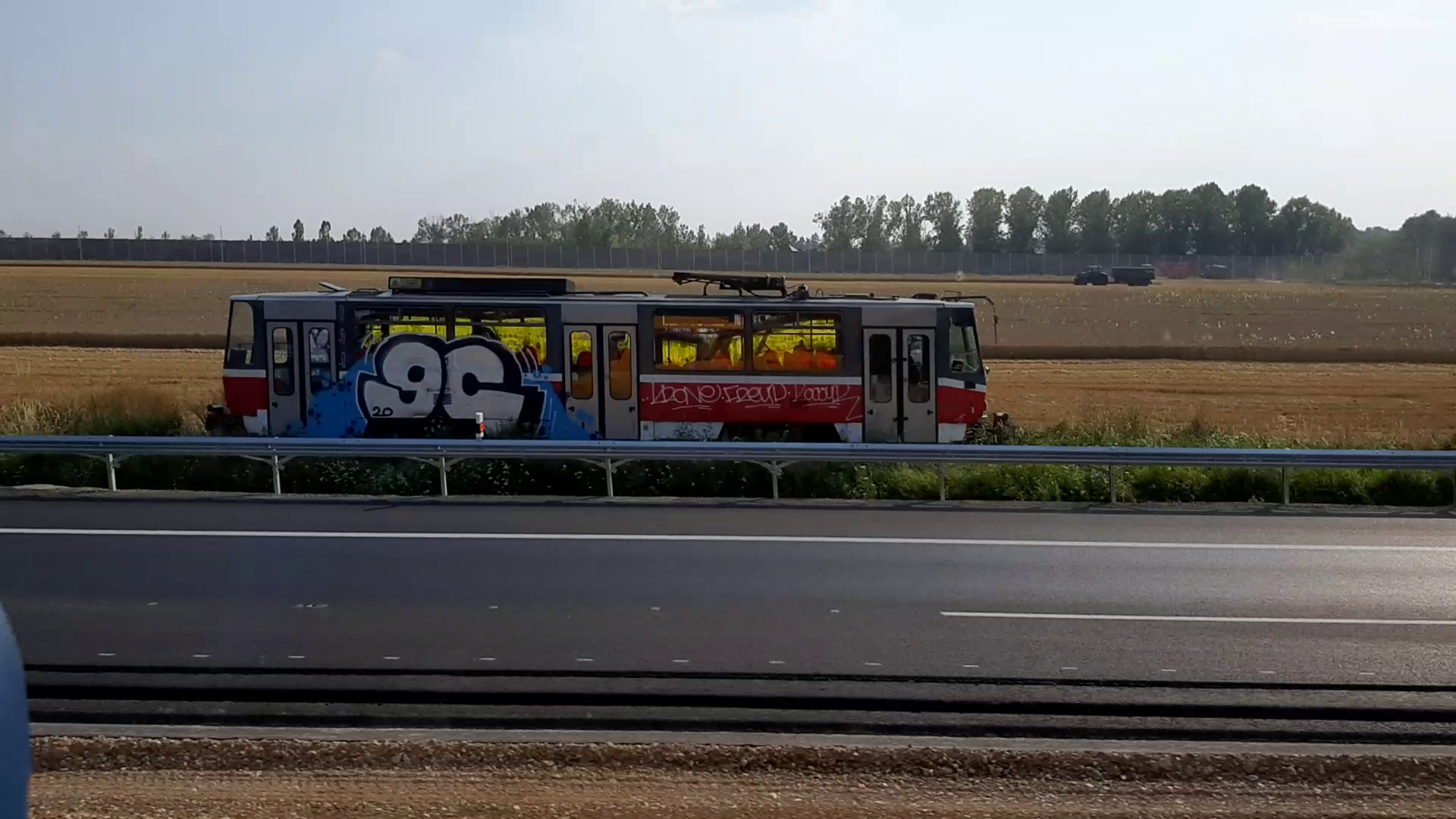
Odstavená tramvaj T6A5 v ochranném pásmu dálnice D1 u Průhonic. Objevila se zde 14. května 2019. Tramvaj byla údajně zakoupena společností Domo Development, která má v úmyslu v okolí dálnice vybudovat obchodní zónu.

- Květnové náměstí – náměstí v centru obce se sídlem obecního úřadu, autobusovou zastávkou a malým parkem
- Vila Františka Škody, 1928; stavba ing. arch. Vojtěch Kerhart, interiéry František Kerhart[16]
- Barokní socha sv. Jana Nepomuckého – původně u zámku, nyní na Květnovém náměstí, zde slavnostně odhalena po restauraci v roce 2008
- Památník padlých ve světových válkách na Květnovém náměstí vedle obecního úřadu[17]
- Památník 100. výročí zrušení roboty z roku 1948 v Dobřejovické ulici, obnovený roku 2012 a v roce 2020 doplněný dřevěným křížem
- Náměstí V Holi – kruhová náves původně samostatné obce Hole
- Kamenná zvonička na náměstí V Holi – původně z roku 1849, autorem pravděpodobně kameník H. Selix, restaurována roku 2009[18]
- Potok Botič – zachovalé přírodní prostředí s původními vzácnými exempláři květeny, ptáků a hmyzu
- Kaskáda sedmi Holských rybníků – z počátků 18. století
- Zemní val Michovka – val, který chrání část zástavby před hlukem z přilehlé dálnice D1. Vznikl v souvislosti s deponií zeminy při developerské výstavbě po roce 2000
- Křížek na východním okraji obce u silnice na Čestlice
- Křížek na západním okraji obce při křižovatce silnic na Dobřejovice a Rozkoš s nápisem "Ku cti a chvále Boží věnovali mládenci z obce Hole L. P. 1904"

## Významní rodáci
- Jiří Blažek, výtvarník, akademický malíř a karikaturista
- Antonín Dvořák, architekt a stavitel

## Doprava

### Dopravní síť
Územím obce vede dálnice D1 s exitem 6 (Průhonice). Dále zde prochází silnice III. třídy:
- III/0032 (Hrnčíře)[p 1] - Dobřejovice
- III/0037 (Újezd) - Průhonice
- III/0039 ze silnice III/0032 - Průhonice - Čestlice
- III/00310 (Pitkovice) - Průhonice

1. ↑  Většina číslovaných silnic začíná až na hranici Prahy

Železniční trať ani stanice na území obce nejsou.

### Autobusová doprava
Na území obce se nachází 6 autobusových zastávek:
- Průhonice (357, 363, 385)
- Průhonice, Hájovna (357)
- Průhonice, Hole (357, 363)
- Průhonice, Komárov (363)
- Průhonice, Rozkoš (357)
- Průhonice, Tovární (357)

Veřejnou dopravu zajišťují následující autobusové linky:
- 363 (denní spoj / Opatov - Újezd u Průhonic - Průhonice - Čestlice, Modletice - Popovičky,Chomutovice - Velké Popovice,Todice)
- 357 (denní spoj / Opatov - Šeberov - Průhonice - Čestlice)
- 385 (denní spoj / Opatov - Průhonice - Čestlice,Aquapark - Nupaky,hotel - Říčany,nám. - Zvánovice)